# 張振甫
張 振甫（ちょう しんぽ、1629年 - 1680年）は、明代末期の食医。寿山と号す。

## 人物
元々は明王朝の王族准王常清。明代末期の混乱から避難するため、日本に帰化。1621年（元和7年）、まずは長崎で医術を修め、後に京都で医者を開業した。この医院は食中毒の治療に評判があったとされる。初代尾張藩主である徳川義直がこれを保護し、名古屋城下の巾下堀留（現名古屋市西区）に住居を与えた。愛知郡上野村（現名古屋市千種区）の振甫山の地に堂宇を設け、薬師如来と十二神将を祀った。この堂は俗に鉈薬師と称する。後にその周辺に振甫町の地名がつけられた。